# Non-Stop Mix Best (2 Unlimited-album)
A Non-Stop Mix Best egy 1998-ban megjelent válogatásalbum az 1991-ben alakult holland 2 Unlimited duótól. 

## Album információ
Ez a válogatásalbum 18 dalt tartalmaz, melyen az eredeti felállás Anita Doth és Ray Slijngaard, valamint az 1998-as "új" formáció két női tagja Romy van Ooijen és Marjon van Iwaarden felvételei szerepelnek. A CD utolsó két dalának remix változata került fel a CD-re.
A dalok eredeti változatai az alábbi albumokon jelentek meg: 
- Get Ready!
- No Limits
- Real Things
- II

Az albumot Japánban a Mercury Records jelentette meg.

## Az album dalai
| #   | Cím                                                  |
| --- | ---------------------------------------------------- |
| 1.  | "Get Ready For This" (800 Mix)                       |
| 2.  | "Twilight Zone" (Rapping Rave Version)               |
| 3.  | "The Magic Friend" (Rio & Le Jean Mix)               |
| 4.  | "Workaholic"                                         |
| 5.  | "Delight"                                            |
| 6.  | "Tribal Dance" (Extended)"                           |
| 7.  | "Wanna Get Up" (SASH! Extended Mix)                  |
| 8.  | "Move On Up"                                         |
| 9.  | "The Edge Of Heaven"                                 |
| 10. | "Let's Celebrate"                                    |
| 11. | "I'm Ready"                                          |
| 12. | "Never Surrender"                                    |
| 13. | "Be Free Tonight"                                    |
| 14. | "No Limit" (7" Rap Version)                          |
| 15. | "Let The Beat Control Your Body"                     |
| 16. | "The Real Thing"                                     |
| 17. | "Wanna Get Up" (Rhythm Masters Remix)                |
| 18. | "The Edge Of Heaven" (Highlight Over The Edge Remix) |